# Deng Sanmu
Deng Sanmu (chinesisch 鄧散木 / 邓散木, Pinyin Dèng Sǎnmù; * 1898; † 1963) war ein chinesischer Siegelschnitzer und Kalligraph. Er ist Verfasser mehrerer Werke zur Kunst und Geschichte der chinesischen Siegelschnitzerei und Kalligraphie.

## Werke
- Deng Sanmu 鄧散木: Shufa Xuexi Bidu 書法學習必讀. Hong Kong Taiping Book Department Publishing 香港太平書局出版: Hong Kong, 1978.